# セルゲイ・ソボレフ
セルゲイ・リヴォーヴィチ・ソボレフ（ロシア語: Серге́й Льво́вич Со́болев、英語: Sergey Lyvovich Sobolev, 1908年10月6日 - 1989年1月3日）は、ロシアの数学者である。偏微分方程式と解析学の分野で研究を行った。モスクワで亡くなった。

## 生涯
1908年、レニングラード生まれ。1929年にレニングラード大学を卒業した後、ウラジミール・スミルノフと共に働いた。1932年からはレニングラードで、1934年からはモスクワのステクロフ数学研究所で働いた。1935年から1957年はモスクワ大学の教授をつとめ、また1943年から1957年の間にはクルチャトフ研究所に所属し、核爆弾の計画にも関わった。1958年、平衡三進法コンピュータSetunの開発を指揮。
ソ連科学アカデミーのシベリア部門、アカデムゴロドクの数学研究所や、ノヴォシビルスク大学の設立に貢献している。

## 受賞・栄典
1988年ロモノーソフ金メダル受賞。